# Église Notre-Dame de Cabalsaut
Pour les articles homonymes, voir Église Notre-Dame.
L'église Notre-Dame est sous le nom de Notre-Dame de Cabalsaut dans le pouillé une église catholique située sur le territoire de la commune de Castelculier, en France.

## Localisation
L'église, ancienne paroissiale de Cabalsaut, est située dans le département français de Lot-et-Garonne, dans le vallon du Roucal, sous le Pech de Ferrou, sur le territoire de la commune de Castelculier. Elle a d'abord été dédiée à saint Roch avant de l'être à Notre Dame.

## Historique
L'église romane de Cabalsaut date du XIIe siècle. En 1326 elle est mentionnée dans les comptes des Décimes sous le nom de capella Equo-saltu.
Jean de Valier, vicaire général, visite l'église. Elle est restaurée et lambrissée après 1551. Après sa visite de 1682, l'évêque Jules Mascaron en a donné les dimensions dans son procès-verbal : 10 cannes de long, 4 cannes de large, 6 cannes de haut.  
L'église aurait eu comme desservant Matteo Bandello qui a succédé au cardinal de Lorraine à l’évêché d’Agen. 
Au XIXe siècle, pendant le ministère de l'abbé Belloc, l'église devenue trop petite est agrandie vers l'ouest. C'est ce qui explique que l'ancien clocher-mur de la chapelle se trouve aujourd'hui au milieu de l'église.
L'édifice est inscrit au titre des monuments historiques le 22 février 1926.

## Description
L'église comprend une nef limitée par 4 colonnes et un chœur surélevé gardé par 2 colonnes. Les colonnes sont ornées d'animaux et de monstres affamés avec des motifs floraux.
Les vitraux sont de Jean-Dominique Fleury. On voit dans l'église une statue de saint Roch avec son chien et montrant son bubon.
Le petit cimetière attenant abrite le tombeau de la famille Belloc qui a été propriétaire du château voisin de la Sevillote